# Гремячевская
Гремячевская — опустевшая деревня в Даровском районе Кировской области в составе Лузянского сельского поселения.

## География
Находится на расстоянии примерно 4 км по прямой на запад от центра поселения села   Красное.

## История
Известна была с 1727 года как Гремячевский починок с 2 дворами, в 1764 году здесь было население 11 душ (мужского пола), в 1859 (уже деревня Гремячевская) дворов 5 и жителей 46, в 1926 16 и 73, в 1950 16 и 46, в 1989 проживало 6 человек.

## Население
Постоянное население  составляло 3 человека (русские 100%) в 2002 году, 0 в 2010.